# 瀧口雅仁
瀧口 雅仁（たきぐち まさひと、1971年5月23日 - ）は、東京都出身の演芸評論家、演芸研究家、編集者。
「オフィスぼんが」代表。諸芸懇話会会員。恵泉女学園大学、和光大学、早稲田大学エクステンションセンター講師。

## 来歴
大学卒業後、出版社勤務を経て演芸評論家に。毎日新聞で寄席評を担当していた他、現在は朝日新聞で演芸情報、しんぶん赤旗で演劇評や書評を担当している。渡月亭凡雅（とげつてい・ぼんが）の名前でアマチュア落語も演じる。
ポニーキャニオンや日本コロムビアで落語や演芸に関するCDやDVDの監修を務める他、演芸や伝統芸能に関する本やCD、イベントの企画を行っている。また韓国映画をはじめとしたアジア映画にも造詣が深い。
2019年5月、自宅近くの東京都墨田区東向島の化粧品店だった旧町屋を改築、寄席「墨亭（ぼくてい）」としてオープンさせた。

## 著書
- 『きく知るるるぶ 落語』（監修、JTBパブリッシング、2006年）
- 『噺家根問―雷門小福と桂小文吾』（彩流社、2007年）
- 『平成落語論 12人の笑える男』（講談社、講談社現代新書、2009年）
- 『2009東京落語家名鑑』（小学館、2009年）
- 『落語を観るならこのDVD』（ポット出版、2009年）
- 『落語の達人 - この噺家を忘れてはいけない！』（彩流社、2011年）
- 『公務員試験文章理解 すぐ解ける直感ルールブック』（実務教育出版、2011年）（改訂版、実務教育出版、2020年）
- 『八代目正蔵戦中日記』（編者、青蛙房、2014年）（中公文庫、2022年7月） ISBN 978-4122072350
- 『本朝話者系図』（編者、国立劇場調査養成部、2015年）
- 『古典・新作落語事典』（丸善出版、2016年）
- 『演説歌とフォークソング』（彩流社、2016年）
- 『知っておきたい日本の古典芸能』全5巻（講談、浪曲・怪談、歌舞伎、忠臣蔵、落語）（丸善出版、2019年）
- 『講談最前線』（彩流社、2021年）
- 『講談事典』（丸善出版、2023年10月） ISBN 978-4621308332
- 『神田愛山半生記 愛山取扱説明書』 神田愛山、瀧口雅仁 （田畑書店、2025年6月） ISBN 978-4803804720

### 監修・解説ほか
- 『東京落語会傑作選 どこでも落語プレーヤー』(ユーキャン、2021年） - 監修・解説書執筆